# Xã Paris, Quận Edgar, Illinois
Xã Paris (tiếng Anh: Paris Township) là một xã thuộc quận Edgar, tiểu bang Illinois, Hoa Kỳ. Năm 2010, dân số của xã này là 9.865 người.